# Championa aurata
Championa aurata là một loài bọ cánh cứng trong họ Cerambycidae.